# Poecilopsetta colorata
Poecilopsetta colorata is een straalvinnige vissensoort uit de familie van schollen (Pleuronectidae). De wetenschappelijke naam van de soort is voor het eerst geldig gepubliceerd in 1880 door Albert Günther.